# COROT-2b
COROT-Exo-2b는 뱀자리에 있는, 지구에서 930광년 떨어진 항성 COROT-Exo-2 주위를 도는, 두 번째 외계 행성이다. 2007년 12월 20일 이 행성의 발견이 공표되었다.
이 행성은 큰 '뜨거운 목성'으로 반지름은 목성의 약 1.43배, 질량은 약 3.3배이다. 크기가 큰 것으로 미루어 보아, 모항성에서 받는 열로 인해 막대한 양의 내부열이 발생하여 대기층을 팽창 시키고 있음을 알 수 있다. 대기가 부풀어 있기 때문에 상층 대기 온도는 매우 뜨거울 것으로 예측하고 있는데 구체적인 수치는 1500 켈빈 정도로 산술적인 유효 온도보다 더 뜨겁다. 또 다른 미지의 행성이 존재하여 COROT-Exo-2b에 조석열을 발생 시키고 있을 가능성도 있다.
COROT-exo-2b는 모항성을 약 1.7일에 1회 공전하며, 항성의 자전 방향과 같은 쪽으로 공전 운동을 하고 있다.
어머니 항성의 분광형은 태양과 비슷한 G형인데, 태양보다는 약간 더 차갑지만 태양보다는 더 활동적이다.

## 참고 문헌
1. ↑  
“COROT surprises a year after launch”. 2007년 12월 21일에 확인함.
2. ↑  “CoRoT-exo-2 c?”. 2007년 12월 21일에 확인함.
3. ↑  Bouchy, F.; Queloz, D.; Deleuil, M.; Loeillet, B.; Hatzes, A. P.; Aigrain, S.; Alonso, R.; Auvergne, M.; Baglin, A.; Barge, P.; Benz, W.; Bordé, P.; Deeg, H. J.; de La Reza, R.; Dvorak, R.; Erikson, A.; Fridlund, M.; Gondoin, P.; Guillot, T.; Hébrard, G.; Jorda, L.; Lammer, H.; Léger, A.; Llebaria, A.; Magain, P.; Mayor, M.; Moutou, C.; Ollivier, M.; Pätzold, M.; Pepe, F.; Pont, F.; Rauer, H.; Rouan, D.; Schneider, J.; Triaud, A. H. M. J.; Udry, S.; Wuchterl, G. (2008). “Transiting exoplanets from the CoRoT space mission. III. The spectroscopic transit of CoRoT-Exo-2b with SOPHIE and HARPS”. 《Astronomy and Astrophysics》 482 (3): L25–L28.